# Cameri
Cameri is een gemeente in de Italiaanse provincie Novara (regio Piëmont) en telt 10.103 inwoners (31-12-2004). De oppervlakte bedraagt 39,6 km², de bevolkingsdichtheid is 255 inwoners per km².

## Demografie
Cameri telt ongeveer 4057 huishoudens. Het aantal inwoners steeg in de periode 1991-2001 met 3,7% volgens cijfers uit de tienjaarlijkse volkstellingen van ISTAT.
| Jaar | Inwoneraantal |
| ---- | ------------- |
| 1991 | 9331          |
| 2001 | 9673          |

## Geografie
De gemeente ligt op ongeveer 161 m boven zeeniveau.
Cameri grenst aan de volgende gemeenten: Bellinzago Novarese, Caltignaga, Castano Primo (MI), Galliate, Nosate (MI), Novara, Turbigo (MI).